# Pseudepipona augusta
Pseudepipona augusta är en stekelart som först beskrevs av Moravitz 1867.  Pseudepipona augusta ingår i släktet Pseudepipona och familjen Eumenidae. Inga underarter finns listade i Catalogue of Life.